# Ото I фон Алт- и Нойенбаумберг
Ото I фон Алт-и Нойенбаумберг (на немски: Otto I, Raugraf von Alt-& Neu-Baumberg; † март 1464) е рауграф на Алтенбаумбург (над Алтенбамберг) и Нойенбаумбург (в Ной-Бамберг, Рейнланд-Пфалц), граф на Залм в Ойзлинг, труксес на Алцай, основава линията „Нойенбаумберг граф цу Залм“.

## Произход
Той е вторият син на рауграф Филип II фон Алт и Нойенбаумберг († 1397) и съпругата му Агнес (Анна) фон Боланден († сл. 1409), наследничка на Алтенбаумберг, единствена дъщеря на Филип VII фон Боланден († 1376) и графиня Мена (Имагина) фон Лайнинген († 1408), дъщеря на граф Фридрих VI фон Лайнинген († 1342) и Юта фон Изенбург-Лимбург († 1335).

## Фамилия
Първи брак: пр. 1402 г. с графиня Мария Магдалена фон Долен Залм († 1 октомври 1414/19 юни 1415), дъщеря на граф Хайнрих IV/VII фон Залм († 1416) и Филипа фон Шьонфорст. Те имат вер. децата:
- Майна фон Нойенбаумберг († 14 септември 1460)
- Георг I граф фон Залм († 1462, битка при Зекенхайм, Карлсруе)

Втори брак: на 19 юни 1415 г. с Елизабет д'Аргенто († сл. 1464) от Нидерландия, дъщеря на Ренард д'Аргенто († 1434) и втората му съпруга Маргарета фон Гимних († сл. 1440). Те имат децата:
- Анна фон Нойенбаумберг († сл. 1457), омъжена 1435 г. за граф Фридрих II фон Цвайбрюкен-Бич († 1474)
- Енгелбрехт I граф фон Залм († 1505), женен I. на 28 октомври 1453 г. за Ермезинда фон Елтер († 1498/19 септември 1501), II. пр. 10 септември 1501 г. за Изабел де Момале († 1539
- Райнхард I, рауграф, граф фон Залм-Ноймаген-Роденбах († 10 август 1485/20 януари 1486), женен за Жанета д'Аргенто († 1474)
- Маргарета фон Залм, омъжена за Александре де Сераинг, кмет на Лиеж († сл. 1449)